# Centro per la Riforma dello Stato
Il Centro di studi e iniziative per la Riforma dello Stato (CRS) è una fondazione specializzata sui temi politico-istituzionali, fondata nel 1972 su iniziativa del Partito Comunista Italiano.
Il suo primo presidente è stato Umberto Terracini, già presidente dell’Assemblea costituente. Nel 1975 gli subentrò  Pietro Ingrao, sostituito, una volta eletto Presidente  della Camera dei deputati, da Ugo Spagnoli (1976-1979).  Pietro Ingrao mantenne la carica di Presidente per tutti gli anni Ottanta. Vicepresidente era Stefano Rodotà.
Dal 1984 il Centro dispone anche di una rivista, Democrazia e Diritto, nata negli anni sessanta come periodico dell’Associazione Giuristi democratici.
Nel 1993 venne eletto Presidente Pietro Barcellona, nel 1996 Antonio Cantaro e nel 2002, per un breve arco di tempo, Ersilia Salvato. Tra il 2004 e il 2015 Presidente del Centro fu Mario Tronti. 
Nel 2005 il Centro ha proceduto all’acquisizione dell’Archivio Ingrao e nello stesso anno ha proceduto all’istituzione della Fondazione CRS-Archivio Ingrao. Nel 2015 la presidenza è stata assunta da Maria Luisa Boccia. 
Dal 2024 Presidente del Crs è Claudio De Fiores.

## Presidenti
- Umberto Terracini (1972-1979)
- Pietro Ingrao (1979-1993)
- Pietro Barcellona (1993-1996)
- Antonio Cantaro (1996-2002)
- Ersilia Salvato (2002-2004)
- Mario Tronti (2004-2015)
- Maria Luisa Boccia (2015-2024)
- Claudio De Fiores (2024 - in carica)